# Блонс
Блонс (нім. Blons) — містечко й громада округу Блуденц в землі Форарльберг, Австрія. Блонс лежить на висоті 903 м над рівнем моря і займає площу 14,88 км². Громада налічує 324 мешканців. Густота населення 22/км².  
Округ Блуденц лежить на півдні Фаральбергу і межує зі Швейцарією. Місцеве  населення, як і мешканці всього Форальбергу, розмовляє алеманським діалектом німецької мови, а тому ближче до швейцарців, ніж до населення більшої частини Австрії, яке розмовляє баварсько-австрійським діалектом. Кожне містечко й сільце області має розвинуту інфраструктуру для прийому туристів і дбає про свої музеї та інші визначні місця.     
|                                |
| Блонс на мапі округу та землі. |

Адреса управління громади: Blons 9, 6723 Blons. 
У Блонсі є дитячий садок і школа.

## Демографія
Історична динаміка населення міста за даними сайту Statistik Austria